# さいだん座シータ星
さいだん座θ星（さいだんざシータせい、θ Arae、θ Ara）は、さいだん座の恒星である。見かけの等級は3.66と、肉眼でみることができる明るさである。年周視差に基づいて計算した太陽系からの距離は、約810光年である。

## 特徴
さいだん座θ星は、スペクトル型がB2 Ibに分類される超巨星である。さそり座-ケンタウルス座OBアソシエーション中の小集団、さそり座OB2-1の一員と見られている。質量は太陽のおよそ16倍、半径は太陽のおよそ26倍と推定されるが、質量は採用する進化理論によってもっと低く見積もられる場合もある。表面温度はおよそ18,000Kで、この温度は青白色に輝くB型星に相当する。
分光観測によって、さいだん座θ星には2種類の異なる状態があるとみられる。水素原子のHα線や、ケイ素の2階電離イオンの吸収線の輪郭からそれがわかり、両状態は1週間程度以上継続し、切り替わりは1日以内で起きるものと推測される。2つの状態は、表層の対流によるガスの運動がスペクトルにあらわれている状態と、恒星風の出現や対流層の移動によってそれがみえなくなっている状態であると考えられている。